# 344-й Центр боевого применения и переучивания лётного состава армейской авиации
344-й центр боево́го примене́ния и переу́чивания лётного соста́ва (авиацио́нного персона́ла арме́йской авиа́ции) — военное учреждение Министерства обороны Российской Федерации, расположенное на территории города Торжка (Тверская область).
В состав Центра входит 696 инструкторский испытательный вертолётный полк, в котором ведётся подготовка лётчиков высшей категории с присвоением им квалификаций «лётчик-снайпер» и «штурман-снайпер», кроме этого в Центре ведётся подготовка иностранных военных специалистов лётного и технического состава. На базе Центра действует пилотажная группа на боевых вертолётах Ми-24 — «Беркуты». В полку проводятся испытания всех современных моделей и модификаций российской военной вертолётной техники. Для обучения и боевого применения полк располагает вертолётами Ка-50, Ми-28Н, Ми-26, Ми-24, Ми-8, Ка-52.
На территории центра расположен вертолётный музей. Из-за нахождения на территории военной части он в настоящее время[когда?] закрыт для свободного посещения. Ежегодно, в День Воздушного Флота России, в ЦБПиПЛС проходит вертолётное представление для жителей и гостей города.
С 17 июля 2013 года Центром руководит полковник Андрей Фридрихович Попов[уточнить].
Образовательная деятельность в Центре реализуется на офицерских курсах. Офицерские курсы осуществляют дополнительную профессиональную подготовку (повышение квалификации, переучивание) авиационного персонала государственной авиации, эксплуатирующего вертолеты.
В рамках дополнительного профессионального образования в Центре осуществляется подготовка специалистов Министерства обороны Российской Федерации, МВД, МЧС, ФСБ, Росгвардии, военных и военно-технических кадров иностранных государств.

## История
344-й центр боевого применения и переучивания (лётного состава Армейской авиации) сформирован 1 ноября 1979 года на базе 696 отдельного вертолётного полка, 359 отдельного батальона аэродромно-технического обеспечения, 439 отдельной роты связи и РТО, 12 отдельный исследовательской вертолётной эскадрильи, 275 отдельной роты беспилотных самолётов-разведчиков.
Авиаторы Центра выполняли задания правительства СССР и России как в стране, так и за её пределами в 30 странах мира. Личный состав принимал участие в составе миротворческих сил ООН в Камбодже, Анголе, Таджикистане, Югославии, Сьерра-Леоне, Судане.
В Центре проведены показы авиационной техники иностранным военным делегациям: Анголы, Венесуэлы, Индии, Индонезии, Кипра, Китая, КНДР, Южной Кореи, Турции, Саудовской Аравии, Эритреи, Бразилии.

### Основные даты
- 1980—1989 гг. — боевой опыт в Афганистане приобрели более 500 авиаторов, из них 138 награждены орденами и медалями. В этот период в Центре выполнено 30 научно-исследовательских работ и 28 оперативных заданий связанных с потребностями боевых действий Армейской авиации в Афганистане.
- 1980 г. — созданы офицерские курсы, на которых подготовлено около 19тыс. специалистов лётного, инженерно-технического состава, офицеров боевого управления и лиц группы руководства полётами. С 1987 года подготовлено 442 иностранных военных специалиста из 14 государств.
- С апреля 1986 года по декабрь 1987 год участие 94 военнослужащих в ликвидации последствий аварии на Чернобыльской АЭС.
- 1989 год — в состав Центра вошёл 361 отдельный вертолётный полк и части обеспечения, базирующиеся в п. Добрынское Владимирской области.
- 1989 год открытие в Центре музея вертолётов, в котором собраны все типы вертолётов, состоящих на вооружении Армейской авиации.
- 1992 год — трансконтинентальный перелёт в честь 50-летия начала поставок американской техники и вооружения в годы Великой Отечественной войны на вертолётах Ми-24 и Ми-8 женским экипажем в составе Г. В. Расторгуевой, Л. А. Поняковой, Г. П. Кошкиной, и экипажем в составе полковников В. Н. Чернова, В. М. Головко, В. Б. Калиш, по маршруту протяжённостью 28 тыс. км: Торжок — Уэлс (США) — Эдмонтон (Канада) — Майами (США).
- 1992 год — создание нештатной пилотажной группы «Беркуты», выполняющей одиночный и групповой сложный пилотаж в различных порядках в составе в составе двух, четырёх и шести штатных боевых вертолётов Ми-24.
- С 1993 года — постоянное участие в макетных, конструкторских и государственных испытаниях новых, модернизированных вертолётов, авиационного оборудования и вооружения.
- С 1994 года — участие личного состава в контртеррористической операции на Северном Кавказе.
- С 1994 года Центр является основной базой формирования, подготовки и проведения ротаций Российской авиационной группы в составе Миротворческой миссии ООН.
- С 2000 года Центр приступил к освоению авиационной техники нового поколения — вертолётов круглосуточного применения Ми-8МТКО и Ми-24ПН.

С 2010 года по 1 февраля 2014 входил в состав 4-го авиационного центра в городе Липецке. В Центре освоены все типы вертолётов, состоящие на вооружении Армейской авиации Военно-воздушных сил России: Ми-6, Ми-8, Ми-8МТВ-5, Ми-8МТКО, Ми-14, Ми-24Д, Ми-24В, Ми-24П, Ми-24Р, Ми-24К, Ми-24ВО, Ми-24ПН, Ми-26, Ка-27, Ка-29, Ка-50, Ка-52. В 2008 году личный состав приступил к освоению вертолёта Ми-28Н.
Практическое применение и реализацию в боевой подготовке армейской авиации нашли три курса (КБП) и результаты 524 военно-научных трудов научно-исследовательских отделов Центра.
Совместно с киностудией МО РФ снято 12 учебных фильмов по тактике армейской авиации. Проведены лётные исследования по 299 научно-исследовательским работам и 798 оперативным заданиям.
В Центре воспитано и подготовлено:
- 5 Героев Российской Федерации
  - генерал-майор Воробьёв Борис Алексеевич (20.07.1996)
  - полковник Рудых Александр Витальевич (23.09.2004)
  - полковник Клещенко Василий Петрович (06.08.2022, посмертно)
  - майор Карамышев Александр Викторович (2023)
  - полковник Тарасов Алексей Валерьевич (06.06.2023, посмертно);

- 1 заслуженный военный лётчик СССР;
- 23 заслуженных военных лётчиков РФ;
- 3 заслуженных военных штурмана РФ;
- 50 лётчиков-снайперов.

Более 600 воинов-авиаторов награждены орденами и медалями РФ.